# Artūrs Motmillers
Artūrs Motmillers, także Alfrēds Motmillers (ur. 1 października 1900 w Rydze, zm. 18 sierpnia 1980 tamże) – łotewski lekkoatleta, długodystansowiec, olimpijczyk. Reprezentant Rīgas Armijas Sporta Klubs .
Trzykrotny uczestnik igrzysk olimpijskich (IO 1924, IO 1928, IO 1936). Na igrzyskach w Paryżu odpadł w eliminacyjnym biegu na 5000 m i zajął 10. miejsce w biegu na 10000 m. Na igrzyskach w Amsterdamie i Berlinie startował tylko w biegu maratońskim, w którym zajmował odpowiednio 38. i 28. miejsce.
Wielokrotny mistrz Łotwy. Tytuły zdobywał w biegach na 1500 m (1924), 5000 m (1924, 1925), 10000 m (1924, 1925), biegu przełajowym (1924). Jest także mistrzem Łotwy w maratonie (1928, 1931). 13-krotny rekordzista Łotwy.
Rekordy życiowe: 5000 m – 15:47,0 (1933), 10000 m – 32:44,0 (1924), maraton – 2:41:38 (1933). Jego rekord w maratonie był najlepszym wynikiem na Łotwie przez 19 lat.